# 2130 Evdokiya
2130 Evdokiya eller 1974 QH1 är en asteroid i huvudbältet som upptäcktes den 22 augusti 1974 av den sovjetisk-ryska astronomen Ljudmila Zjuravljova vid Krims astrofysiska observatorium på Krim. Den har fått sitt namn efter upptäckarens mor, Jevdokija Jefimovna Sjtjelokova.
Asteroiden har en diameter på ungefär fem kilometer och tillhör asteroidgruppen Matterania.